# Ney Matogrosso
Ney de Souza Pereira, més conegut pel seu nom artístic, Ney Matogrosso   (Bela Vista, 1 d'agost de 1941) és un cantant i actor brasiler.
Al seu país és considerat una icona de la revolució sexual i musical des de la dècada dels setanta. Abans d'encetar la seva carrera en solitari, Matogrosso havia format part de la banda Secos & Molhados entre 1973 i 1974, amb els que va publicar dos exitosos LP.

## Biografia
Va néixer a Bela Vista, un petit municipi de Mato Grosso do Sul, en la frontera amb el Paraguai. Fill del militar de carrera Antônio Matogrosso Pereira, veterà de la Segona Guerra Mundial. Ja de petit tenia vocació artística, cantava, pintava i interpretava. La seva infantesa i adolescència van ser marcades per la solitud, fins que va complir els 17 anys, que va deixar la casa on va néixer per a ingressar a la Força Aèria Brasilera. En aquell moment, sembla que no tenia gens clar què fer amb la seva vida: s'ocupava amb activitats diverses, com el teatre, i cantava ocasionalment. Fins i tot va arribar a treballar en el laboratori d'anatomia patològica de l'Hospital de Base de Brasília.
Més tard va ser convidat a participar en un festival universitari i va arribar a crear un quartet vocal, contra les protestes de la seva professora de cant. Després del festival va fer una mica de tot, fins a actuar en un programa de televisió. També es va concentrar més en el teatre, decidit a ser actor. Seguint aquest somni va desembarcar a Rio de Janeiro el 1966, on per mantenir-se treballava en la confecció i la venda de peces d'artesania en cuir. Ney vivia en aquell moment segons la filosofia de vida hippie.

## Carrera professional

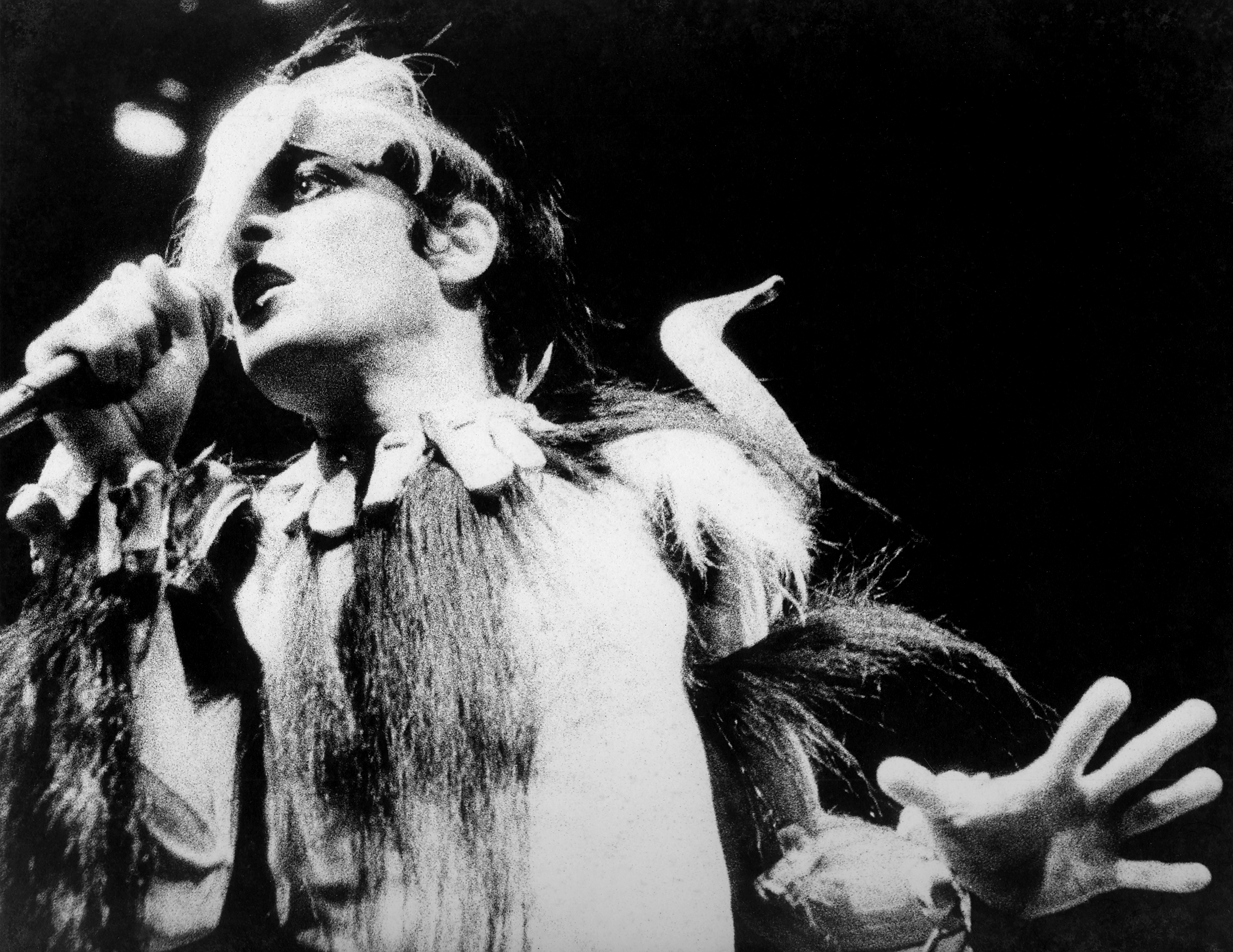
Ney Matogrosso als setanta.

Va viure entre Rio de Janeiro, São Paulo i Brasília, fins que va conèixer a João Ricardo, qui buscava un cantant de veu aguda per a un conjunt musical i el va convidar per a ser el cantant del grup Secos & Molhados. Inspirat pel teatre kabuki japonès, Matogrosso es pintava la cara a principis de la dècada de 1970 i feia actuacions extravagants, en aquest grup que barrejava el pop i el rock and roll, i se situava ben lluny dels artistes populars del moment de bossa nova i samba. Amb aquesta banda va obrir les portes a la percepció psicodèlica i la llibertat sexual.
Va deixar més tard el grup, havent causat un impacte important al país. Al 1975 va llançar el seu primer disc solista, anomenat "Água do Céu-Pássaro". El disc venia en una tapa de cartó rústic, amb Ney Matogrosso pintat, vestit amb pèls de mico, banyes, polseres de dents de vaca. Va ser considerat massa extravagant i va passar desapercebut per al públic. En aquest disc l'acompanyava a la banda destacats músics brasilers com el trompetista Marcio Montarroyos o el guitarrista argentí Claudio Gabis. Al 1976 va aconseguir reconeixement del públic amb el disc "Bandido". La cançó "Bandido Corazón", composta per Rita Lee, es va convertir en un gran èxit amb la seva veu. Ney continuava escandalitzant el Brasil, durant els anys 70 i 80; era totalment transgressor, i va ser amenaçat diverses vegades pel règim militar, ja que va atacar frontalment les convencions morals de la societat, fent de l'ambigüetat sexual i de la libido una part fonamental del seu art. En aquest període, Ney va llançar alguns dels seus majors èxits: "Homem com H", "Calúnias", "Bandoleiro", "Espinha de bacalhau" (con Gal Costa), "Retrato Marron", entre d'altres.
Al 1987, Ney Matogrosso entra en una nova fase amb l'LP "Pescador de Pérolas", i mostra una faceta més segura. Abandona el maquillatge, comença a vestir amb corbata i atreu un nou públic. A partir d'aquí, Ney es va consagrar com un dels millors intèrprets de la MPB i també el més versàtil. Durant la dècada dels 90 va tocar amb Rafael Rabelo, va gravar un CD amb cançons d'Ângela Maria, també un CD solista amb temes de Chico Buarque ("Um Brasileiro"), va enregistrar cançons de Cartola, i va realitzar una antologia de sambes dels anys 20 i 30. Al 2004 va tornar amb el projecte "Vagabundo", on cantava amb el grup carioca "Pedro Luís e a Parede".
Al 2019 va actuar en la pel·lícula argentí-brasilera Boni Bonica.
L'àlbum més recent de Matogrosso, Nu Com Minha Música, porta per títol el nom d'una cançó de Caetano Veloso. El disc encomana optimisme, segons va explicar el mateix Matogrosso, malgrat la crisi econòmica profunda del seu país, les morts recents pel COVID-19 i 33 milions de persones que passen gana.
La gran marca de Ney és la seva veu aguda i les seves interpretacions, a més d'una forta inclinació a la sensualitat en escena. De fet, mai s'ha marcat límits, ha experimentat amb la música, les drogues i el cos. A més d'intèrpret, Ney Matogrosso ha sigut director artístic d'estrelles com Cazuza.

## Vida Personal

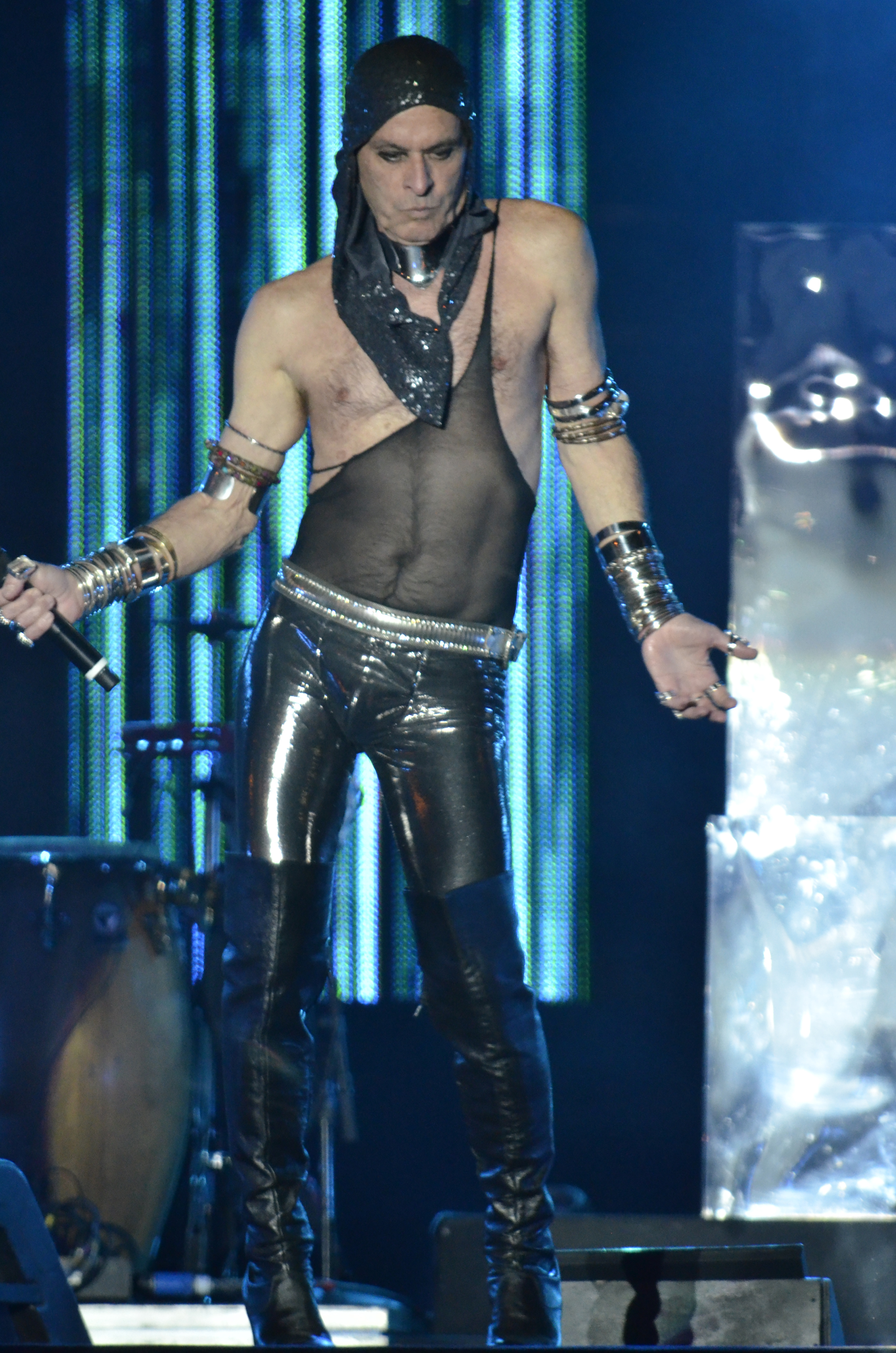
Actuació de 2014.

Ney no ha deixat mai que l'utilitzessin com a una icona gai, però defensa totes les llibertats i evidentment la sexual també. El que sí que s'ha autoreivindicat com un "guerrer solitari" al marge de les convencions socials perquè diu que té sang rebel, és besnet d'indis, té una besàvia paraguaia i un besavi de Corrientes i, per tant, la seva sang és guaraní i ell ho reivindica. Aquesta connexió amb la seva etnicitat apareix en himnes musicals com Sangue latino i América do Sul. En declaracions als mitjans de comunicació criticant els polítics del seu país com a racistes i negacionistes del canvi climàtic.
En relació amb la preservació de la natura al seu país, Matogrosso manté, a l'Estat de Rio de Janeiro, una àrea de preservació ambiental per als micos tití lleó daurats, una espècie que va arribar a estar en perill d'extinció.

## Discografia

### Àlbums
| - Água do Céu-Pássaro, también como Homem de Neanderthal y contó con Claudio Gabis (1975) - Bandido (1976) - Pecado (1977) - Feitiço (1978) - Seu Tipo (1979) - Sujeito Estranho (1980) - Ney Matogrosso (1981) - Mato Grosso (1982) - ...Pois É (1983) - Destino de Aventureiro (1984) - Bugre (1986) - Pescador de Pérolas (1987) - Quem Não Vive Tem Medo da Morte (1988) - Ney Matogrosso Ao Vivo (1989) - À Flor da Pele (1990) - with Raphael_Rabello - As Aparências Enganam (1993) - con Aquarela Carioca - Estava Escrito (1994) | - Um Brasileiro (1996) - O Cair da Tarde (1997) - Olhos de Farol (1999) - Vivo (2000) - Batuque (2001) - Ney Matogrosso Interpreta Cartola (2002) - Ney Matogrosso Interpreta Cartola Ao Vivo (2003) - Vagabundo (2004) - con Pedro Luís e a Parede - Canto em Qualquer Canto (2005) - Vagabundo ao vivo(2005) - con Pedro Luís e a Parede - Vagabundo ao Vivo (2006) / Ney Matogrosso, Pedro Luis y Parede - (Universal) - Inclassificáveis (2008) - EMI Music - Beijo Bandido (2009) - EMI Music - Atento aos Sinais (2013) - Bloco na rua (2019) - Nu com a minha música (2021) |

### Extres

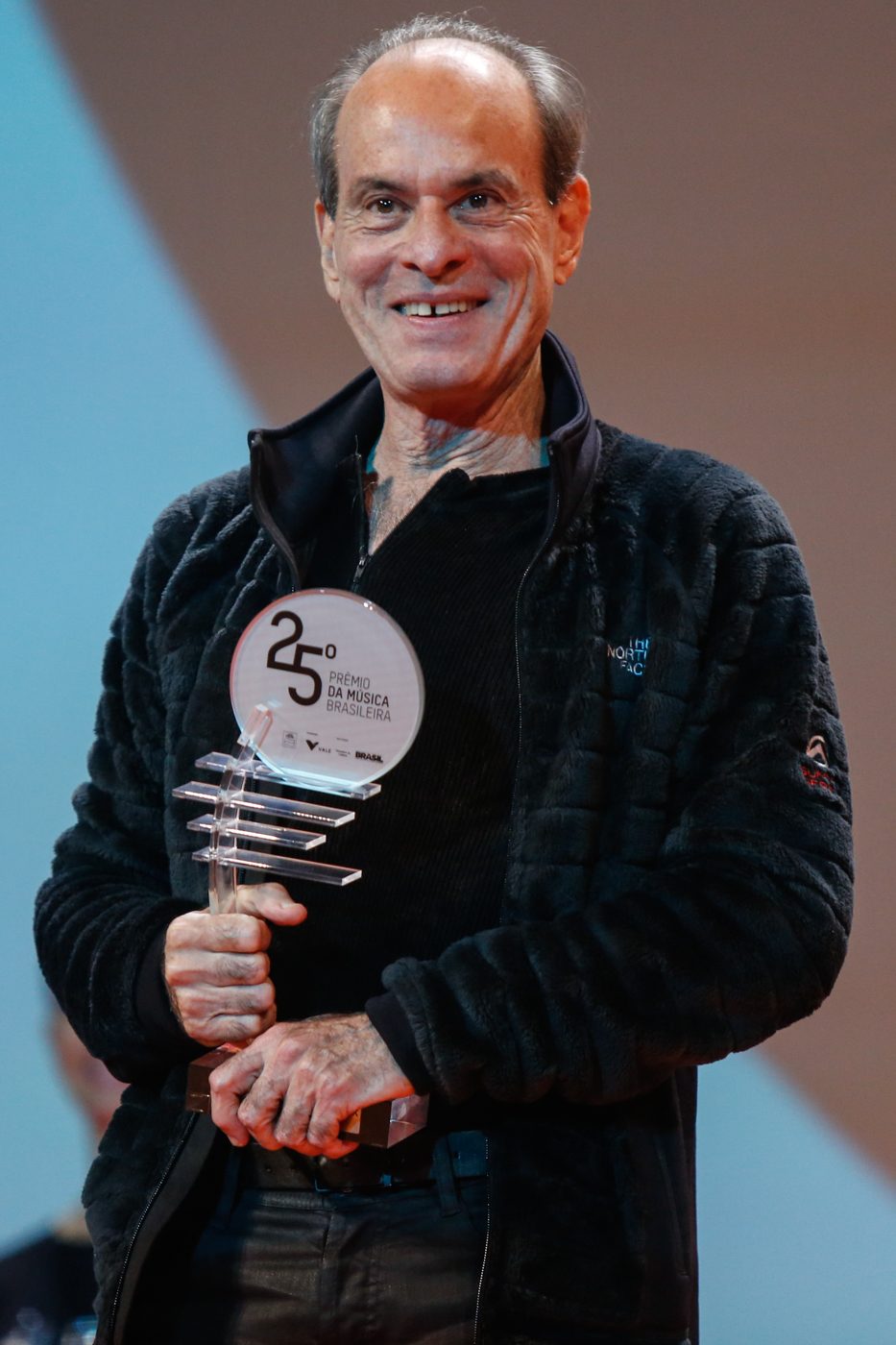
El cantant recollint un Premi de la Música Brasilera pel disc Atento aos Sinais.

- A Floresta do Amazonas - Villa-Lobos (1988)
- Brazil night - Ao vivo em Montreaux - Caetano Veloso, João Bosco e Ney Matogrosso (1983)

### Recopilatoris
- Vinte e cinco (1996)
- Juntos - Ney Matogrosso e Secos & Molhados (2002)
- Ney 80 anos (2021)

#### Gires
| - 1973 - Secos e Molhados - 1974 - Secos e Molhados - 1975 - Homem de Neanderthal - 1976 / 1977 - Bandido - 1978 / 1979 - Feitiço - 1980 - GRAVADO AO VIVO NO MARACANÃZINHO - 1980 - Seu tipo - 1981 - Homem com H - 1982 / 1983 - Matogrosso | - 1984 / 1985 - Destino de aventureiro - 1990 / 1991 - À flor da pele - con Raphael Rabello - 1992 / 1993 - As aparências enganam - con Aquarela Carioca - 1999 / 2000 - Olhos de Farol - 2001 / 2002 - Batuque - 2004 / 2005 - Vagabundo - con Pedro Luís e a Parede - 2005 / 2007 - Canto em qualquer Canto - 2007 / 2008 - Inclassificáveis |